# ポット
ポット（英語: pot）は、英語では、丸くて深い容器を意味し、日本語圏で使われるカタカナ英語では、断熱構造をもった魔法瓶（英: vacuum flask）・電気ヒーターを備えた電気ポット（英: electric jug）や温水の水差しを意味する。以下では、英語圏でのポット (pot) という語の用法「丸くて深い容器」を説明する
英語のポット (pot) の原義は壺や鉢。英語の pot には、カタカナ英語にあるような魔法瓶という意味はない。英語圏では魔法瓶は、バキュームフラスク (vacuum flask、真空フラスコ)と呼ばれ、水差しはジャグ (英: jug）と呼ばれる。
「フラワーポット」などの語も英語にあり、植木鉢などの鉢も意味するが、英国では主に食品保存用のものを指す。

## 鍋
英語圏では深鍋や寸胴、釜といった形状の調理用具をポット（英: pot）と呼び、日本でも洋食店などにおいて用いられる。パン（フライパン）よりも深さがあり、ジャグやボトルといった容器よりも広い開口部を持つものを指す。シチューポットやソースポット、パスタポットなど、用途に応じた名称が用いられる。

## つぼ・かめ
砂糖を入れるシュガーポット（英: sugar bowl）、塩を入れるソルトポット（英: salt shakers）など。

## ティーポット

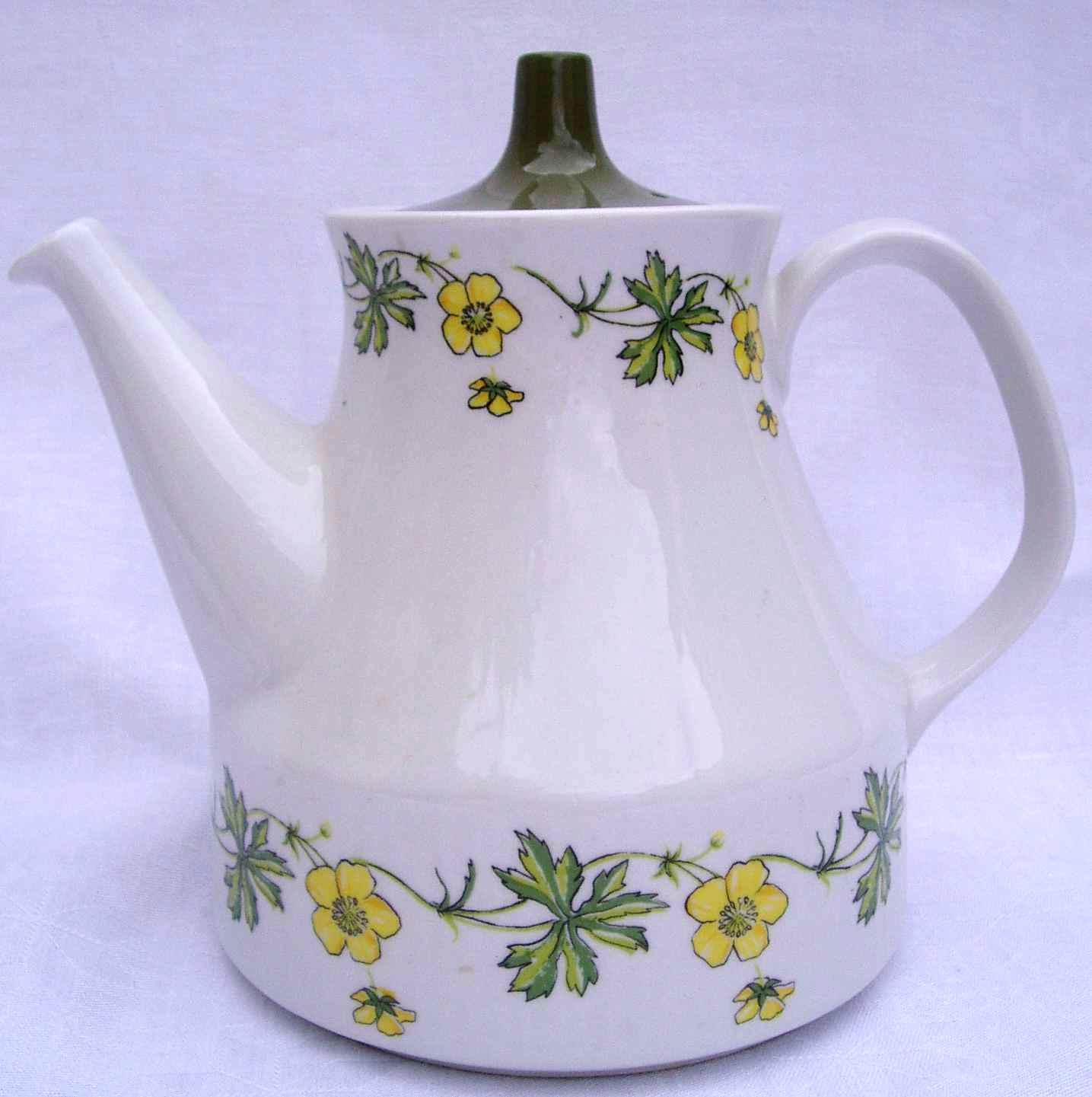
陶器製のティーポット

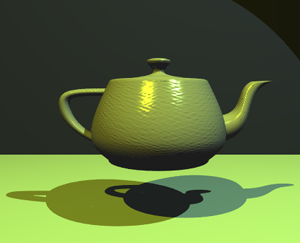
ユタ・ティーポット

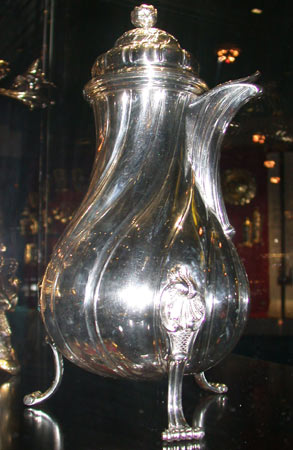
銀食器 チョコレートポット, フランス, 1779. ヴィクトリア&アルバート博物館, ロンドン

ティーポット（英: teapot）は、茶葉から茶液を抽出し、またそれを一時的に保存しておく、注ぎ口と把手、蓋を備えた容器をいう。日本では紅茶用のものを指すことが多いが、厳密なものではない。英語では日本の急須や中国の茶壺も当然ティーポット (teapot) である。取っ手が注ぎ口の対面についているのが特徴で、喫茶の習慣と共に西洋に伝播した中国の茶壺（日本でいう急須）の基本的な形状をそのまま伝承している。磁器や銀でできたものが多く（陶器製のものは比較的少ない）、工芸品として観賞に堪えるものも多く、また透明なガラスでできていて内部が透けて見えるもの等もあり、食卓を彩る楽しみを添えている。保温したいときは、ティーコゼーを使う。西洋のティーポットは6客用の容量を持つものが多い。
ティーポットは、紅茶碗及び受け皿、ミルクピッチャー、砂糖入れとともに組物として紅茶セットを構成する。英語圏では砂糖入れ（シュガーボウル、英: sugar bowl）、クリーム入れ（クリームジャグ、英: cream jug）とを合わせた三点セット、あるいはさらにお湯差し加えた四点セットを「ティーサーヴィス」と呼ぶ。
3次元コンピュータグラフィックス (3DCG) においては、ティーポットのモデルがしばしば使われる。3DCGの研究初期にアメリカのユタ大学の研究者がデータ化したユタ・ティーポットと呼ばれるモデルは、3DCGに携わる人々の間でテストサンプルとして普及した。

## コーヒーポット
コーヒーポット（英: coffee pot）は、コーヒー液を容れておくものである。急須の基本的な形状を伝承している。コーヒー茶碗及び受け皿、ミルクピッチャー、砂糖入れとともに組物としてコーヒーセットを構成する。

## チョコレートポット
チョコレートポットは、ホット・チョコレート液を容れておくものである。急須の基本的な形状を伝承している。

## 植物用のポット

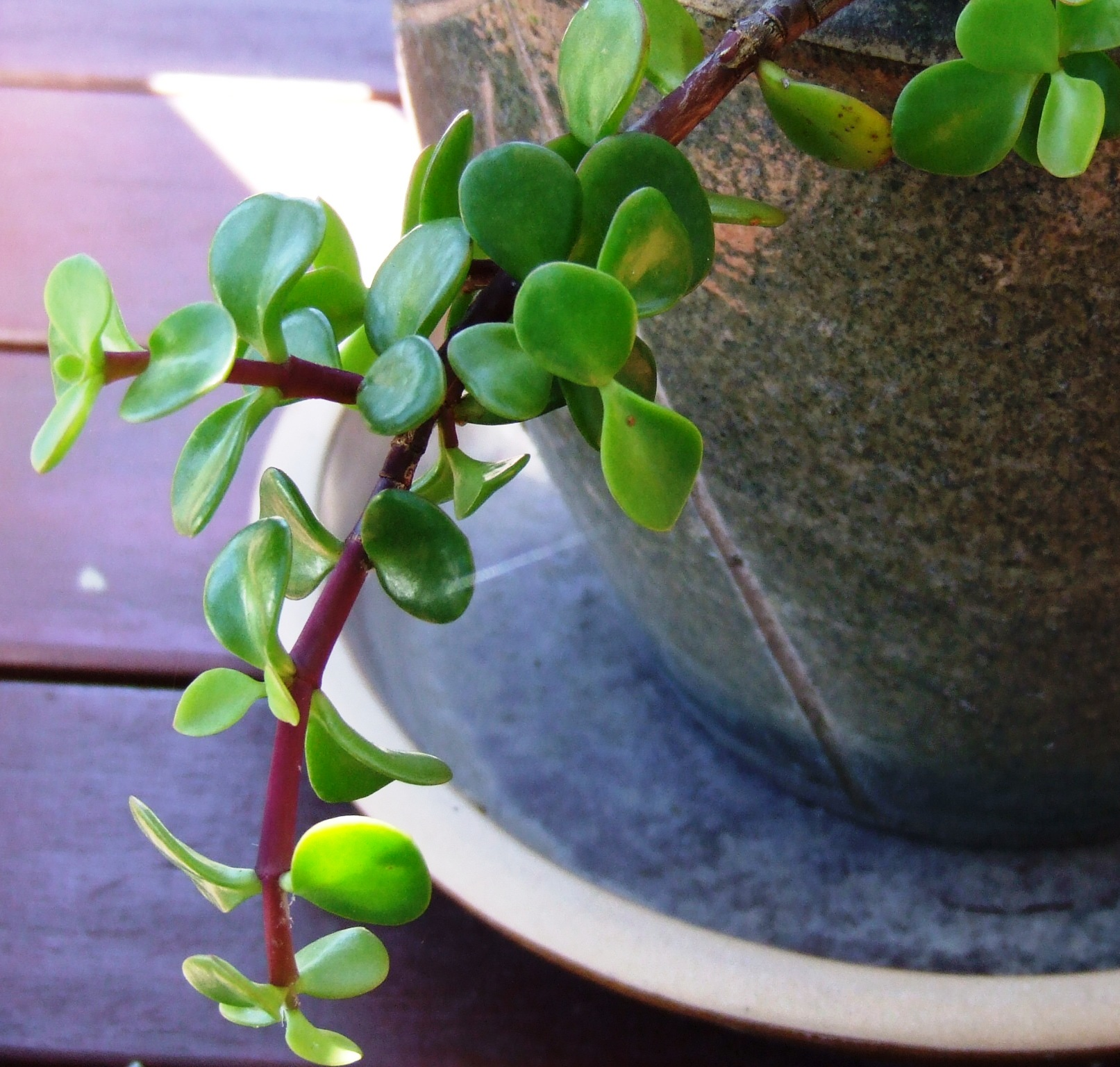
プラントポット

英語圏では栽培用植木鉢を flower pot, plantpot, planter 等と呼び、装飾用の植木鉢を cachepot, jardiniere 等と呼ぶが、一般に明確に区別されるわけではない。装飾用植木鉢は花瓶として用いられることもあり、排水のための孔がないものも多い。
日本における「プラントポット」は、一般的に従来の植木鉢の呼称が相応しくない様な栽培容器（飾り鉢や不定形の鉢など）や、軟素材で出来た安価な育苗用の小型容器を指す事が多い。
育苗用ポットには、塩化ビニル樹脂やプラスチックなどの安価な材が使用することが多いが、植物繊維などの有機素材を用いてポットのまま地面に移植しても土に換える様に作られたものもある。ポットの中には、土や肥料などを入れたあとに、育てたい植物の種子や球根を植える。種子を発芽させ、ある程度根が育つまでの育成を育苗用ポットで行い、その後、畑や庭、もしくはさらに大きな植木鉢などに植え替え、さらに育てていく。
農作物をポットを使用せず、広大な田畑に直播きすると、発芽後の雑草除去や耕作、輪作などに不都合が生じる。一方、ポットを使用した場合、ビニルハウスなどで集中的に苗の育成環境を管理することが出来、水遣りや施肥などの作業も効率的に行えるようになる。また、園芸用植物など苗そのものを商品とするものは一般に育苗用ポットに入った状態で出荷される。

## チャンバー・ポット
チャンバー・ポット（英: chamber pot）は、欧米で用いられる寝室用便器。使用しない時は通例、ベッドの下に置かれ、おまるとして使用される。

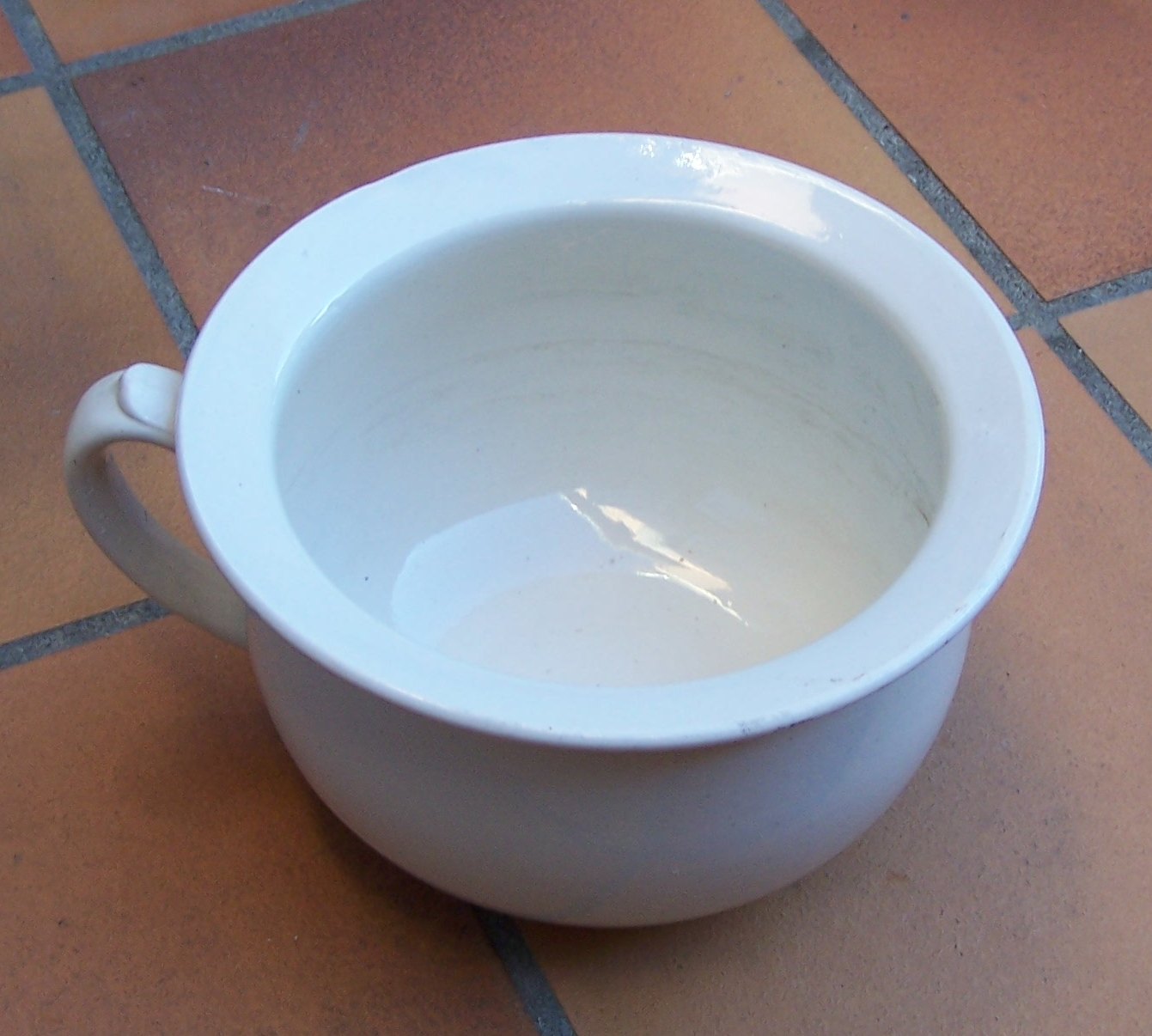
チャンバー・ポット（フランス）